# Bateria de níquel-hidreto metálico
A bateria de níquel-hidreto metálico (Ni-MH) – ou, mais corretamente, bateria de hidreto metálico de níquel – é um tipo de bateria recarregável em que o eletrodo negativo é um composto intermetálico, uma liga de um metal alcalino terroso, um metal de transição, uma terra rara ou um actinídeo, com um metal do grupo do ferro. Estes metais formam hidretos em uma reação reversível.
A tensão em circuito aberto das células completamente carregadas de NiMH varia entre 1,2 a 1,4 V, enquanto a voltagem nominal é definida em 1,2 V. Quando descarregada, a célula chega tipicamente a 1,0 V.

## Carga
A voltagem para carregar uma célula de NiMH está entre 1,4 e 1,5 V. Em geral, aplicar uma diferença de potencial constante nos pólos da célula para recarregá-la é desaconselhado. Quando uma carga-rápida é desejada, recomenda-se utilizar um carregador de bateria especializado, para evitar danos às células.

### Recarga lenta (trickle charging)
O método mais simples, dentre os seguros, de recarga de uma célula NiMH é utilizar uma corrente constante, durante um tempo pré-determinado. A maioria das fabricantes garantem que a recarga é segura para níveis de corrente abaixo de 0,1 C (onde C é a capacidade da bateria, em Ampere-hora).
Normalmente, recomenda-se a recarga em corrente constante durante um período de 10 à 15 horas, dependendo da carga remanescente na bateria no início do processo. O potencial de cada célula durante a recarga chega a 1,4 V.

### Critério de parada ΔV

NiMH charge curve

Buscando prevenir danos às células, os carregadores de carga-rápida devem cessar o processo antes que ocorra uma sobrecarga. Um dos métodos utilizados é monitorar o potencial das células no tempo. O perfil de recarga do NiMH apresenta um pico em aproximadamente 1,5 V quando próximo de sua carga máxima e, em seguida, o potencial começa a diminuir. Um carregador capaz de interromper a carga automaticamente utilizando esse critério deve ser capaz de identificar essa queda na tensão e cessar o processo. Usualmente, toma-se -10 mV (por célula) como a queda de tensão correspondente para a interrupção.
Deve-se tomar cuidado, porém, quando a recarga é realizada a correntes baixas (< 0,3 C). Nessa situação o pico é muito menos acentuado, o que torna difícil a sua detecção e facilita a ocorrência da sobrecarga.

### Critério de parada ΔT
Este critério é similar ao de queda de tensão, porém deve-se ao monitoramento da temperatura da bateria, ao invés do seu potencial. Durante a recarga, a maioria da energia é transformada em energia química e armazenada nas células de NiMH da bateria. Porém, quando a bateria está completamente carregada, uma grande parte da energia que continua a alimentar o sistema é transformada em energia térmica, aquecendo a bateria. O perfil de temperatura é, assim, razoavelmente constante durante a carga efetiva, aumentando rapidamente quando a bateria está carregada. Monitorando esses dados, é possível cessar a recarga quando a temperatura aumenta drasticamente, a fim de evitar a sobrecarga.
Normalmente utilizam-se em conjunto os métodos de ΔV e ΔT para aumentar a confiabilidade do carregador, visando estender a vida útil da bateria.

## Descarga

### Sobre-descarga
A descarga completa em baterias com múltiplas células de NiMH pode reverter a polaridade em uma das células, causando dano permanente. Quando uma célula descarrega antes das outras, devido a pequenas variações na capacidade de cada célula, uma polaridade invertida é induzida em seus polos. Alguns equipamentos conseguem detectar o fim de carga nas células em série e desligar o sistema automaticamente antes que danos ocorram.[carece de fontes?]

### Auto-descarga
Células de NiMH tem uma taxa de auto-descarga relativamente alta, que variam com a temperatura, sendo que menores temperaturas diminuem a taxa de auto-descarga e estendem a vida útil da bateria. Na temperatura ambiente, a taxa pode variar de 5 a 20% no primeiro dia, estabilizando em 0,5 a 4% por dia subsequente. Aumentando a temperatura para 45 °C, a taxa aumenta em aproximadamente 3 vezes.